# جاسلین ری
 جاسلین ری (انگلیسی: Jocelyn Rae؛ زادهٔ ۲۰ فوریهٔ ۱۹۹۱) یک تنیس‌باز اهل بریتانیا است.